# Erzsi Paál
Erzsi Paál, nome d'arte di Ersi Pond (Lugoj, 19 novembre 1912 – Roma, 24 giugno 1973), è stata un'attrice ungherese.

## Biografia
Pressoché nulle sono le informazioni biografiche reperibili su questa grande soubrette ungherese, fiorita nel teatro di rivista italiano dei primi anni trenta (accanto ad attori del calibro di Tino Scotti).
Bionda, carismatica e molto espressiva, partecipò al primo film di Totò, Fermo con le mani!, (1937), diretto da Gero Zambuto, (aveva già avuto esperienze cinematografiche nel suo paese d'origine), ma la sua carriera cinematografica non andò oltre (eccezione fatta per una piccola parte, in età avanzata, in Una lucertola con la pelle di donna, 1971, diretto da Lucio Fulci) e nulla si sa della sua attività (probabilmente proseguita nel teatro di rivista e di varietà).
In data sconosciuta, convola a nozze con l'attore ungherese John Bartha, a cui resterà legata sino alla propria morte, avvenuta a Roma il 24 giugno 1973. 

## Filmografia
- Vica, a vadevezös, regia di Béla Gaàl, (1933)
- Ida regénye, regia di Steve Sekely, (1934)
- Fermo con le mani!, regia di Gero Zambuto, (1937)
- Una lucertola con la pelle di donna, regia di Lucio Fulci, (1971)

## Doppiatrici italiane
- Lydia Simoneschi in Una lucertola con la pelle di donna